# Troy Murphy
Troy Brandon Murphy (nascut el 2 de maig del 1980 a Morristown, Nova Jersey) és un jugador estatunidenc de bàsquet que juga amb els Boston Celtics de l'NBA.